# Сигнальная штора
Сигнальная штора — устаревшее приспособление для визуальной связи на расстоянии прямой видимости. Применялось в армии.

## Конструкция
Штора представляла собой щиток с тремя клапанами, изготовленный из фанеры или плотной проклеенной брезентовой ткани. Клапана удерживались в верхнем (закрытом) положении спиральными пружинами. К верхнему краю каждого клапана крепилась общая верёвка, с её помощью все клапаны одновременно открывались и таким образом ставились в открытое положение. 
В закрытом положении штора имела зеленый цвет (зимой белый), что обеспечивало её маскировку на местности. Поле, закрываемое каждым клапаном, а также обратная его сторона имели красный цвет. 

## Способ применения
При необходимости подать сигнал, сигнальщик оттягивал верёвку вниз, устанавливая сигнальную штору в открытое положение. Цвет шторы из защитного превращался в красный. Открывая клапаны на короткие и длинные промежутки времени сигнализировались точки и тире по азбуке Морзе. Сигнальная штора могла надеваться на штык винтовки, для этого в её конструкции была предусмотрена специальная втулка.